# Antíoco XII Dioniso
Antíoco XII Dioniso Epífanes Filopátor Calínico (en griego antiguo: Ἀντίοχος Διόνυσος Ἐπιφανής Φιλοπάτωρ Καλλίνικος), fue un monarca helenístico seléucida que reinó como rey de Siria entre el año 87 a. C. y el 82 a. C. Gobernó las partes meridionales de lo que quedaba del reino seléucida, básicamente Damasco y sus alrededores. Hermano de Demetrio III Eucarios, al que sucedió tras ser éste capturado por los partos. Quinto hijo de Antíoco VIII Gripo y, muy probablemente, de su esposa egipcia Trifena, Antíoco XII vivió durante un periodo de guerra civil entre su padre y su tío Antíoco IX Ciciceno, que terminó con el asesinato de Antíoco VIII en el 96 a. C. Los cuatro hermanos de Antíoco XII reclamaron el trono, eliminaron a Antíoco IX como pretendiente y emprendieron la guerra contra su heredero Antíoco X.
En el año 87 a. C., sólo quedaban dos pretendientes: Demetrio III Eucarios y Filipo I Filadelfo; ambos hermanos de Antíoco XII. El reino de Demetrio III se centró inicialmente en Damasco, pero luego se extendió por la mayor parte de Siria. Demetrio III fue derrotado por Filipo I y se exilió en Partia, lo que permitió a Antíoco XII hacerse con el control de Damasco mientras Filipo I permanecía en la capital siria, Antioquía. Antíoco XII consolidó su territorio en el interior de Siria y no trató de expandirse hacia los territorios de Filipo I, que intentó anexionarse Damasco pero fue rechazado. Antíoco XII centró su atención en el sur de Siria, donde los judíos y los nabateos intentaron expandirse.
Antíoco XII reforzó su frontera meridional y guerreó con sus vecinos, llevando a cabo dos campañas contra Nabatea que incluyeron enfrentamientos con Judea. Tras varias victorias en su primera campaña, Antíoco XII murió en combate hacia el final de su segunda campaña contra los nabateos en la batalla de Caná en el 82 a. C. Damasco fue capturada por las fuerzas del rey nabateo Aretas III, y el trono sirio fue reclamado por la viuda de Antíoco X, Cleopatra Selene I, y su hijo Antíoco XIII Asiático.

## Reino
Fue el último rey seléucida en el sur de Siria, debido a la decadencia irremediable de los reinos helenísticos, debido a que había problemas en todas partes, sus hermanos estaban enzarzados en guerras fratricidas o habían sido derrotados por Tigranes el Grande y se habían convertido en poco más que una dinastía de reyezuelos macedonios sin ningún poder efectivo.
Antíoco inicialmente obtuvo el apoyo de las fuerzas ptolemaicas y fue el último gobernante seléucida con reputación militar, aunque fuera a escala local. Hizo varias razias en los territorios de los reyes judíos asmoneos, e intentó frenar el auge de los árabes nabateos. Debido al afán de controlar las rutas comerciales, los árabes nabateos se atrevieron a atacar uno a uno a los debilitados reinos seléucidas, por lo que Antíoco XII se vio obligado a reclutar un ejército de grecomacedonios y mercenarios sirios que marcharon con la esperanza de expulsar a los árabes y ampliar los acosados dominios seléucidas.
En consecuencia, se dirigió al combate contra los nabateos con un ejército mal pertrechado, como si se dirigiera a una escaramuza insignificante contra una tribu sin poder en la época de los grandes seléucidas. Al tercer día de marcha los ejércitos se encontraron: los agotados grecosirios de Antíoco XII y los bien pertrechados y descansados árabes.
Como era de esperar, los seléucidas fueron contundentemente derrotados en la batalla subsiguiente,conocida como la batalla de Cana o de Motho, que al principio fue exitosa, hasta que el joven rey fue capturado en medio de la pelea y asesinado por un soldado árabe. Poco después los nabateos tomaron Damasco con lo cual el territorio quedó en poder árabe, del que ya no llegaría a salir jamás. La población griega se diluyó totalmente entre los invasores, aunque hubo intentos de reconquistar Damasco por parte del sobrino de Antíoco, Filipo II Filorromano, hijo del hermano de Antíoco Filipo I Filadelfo; pero poco después Filipo II fue asesinado por orden de los romanos, lo que significó el fin definitivo de los seléucidas y el inicio de la provincia romana de Siria.
Los títulos de Antíoco —aparte de Dioniso— significan respectivamente «Manifestación (de Dios)», «Que ama a su padre» y «Bello vencedor». Los últimos reyes seléucidas a menudo usaron varios epítetos en sumonedas.